# Велахан, Майкл
Майкл Велахан (англ. Michael Whelahan); (1854, Килгласс, Ирландия — 26 января 1926, Эдинбург, Шотландия) — ирландский футболист. Один из основателей и первый капитан шотландского клуба «Хиберниан».

## Биография
Майкл Велахан родился в 1854 году в Килглассе (Ирландия) в бедной семье.
В раннем детстве вместе с семьёй переехал в столицу Шотландии — Эдинбург. В 1875 году он стал одним из инициаторов создания футбольного клуба «Хиберниан». Тогда же он стал капитаном новой команды, первым капитаном «Хиберниан» в его истории.
В 1879 году он привёл команду к её первому крупному трофею — Кубку Эдинбургской футбольной ассоциации (англ. Edinburgh Football Association Cup). Спустя год он повторил достижение.
В 1880 году Велахан завершил карьеру профессионального футболиста. После завершения карьеры стал Президентом клуба, при нём в 1887 году «Хиберниан» выиграл Кубок Шотландии.
Майкл Велахан скончался в 1926 году в возрасте 72 лет.